# Assimilation (finance)
Pour les articles homonymes, voir Assimilation.
L'assimilation est la technique par laquelle des obligations émises à différents moments sont regroupées en un emprunt unique ayant mêmes droits de créance et mêmes flux financiers. Cela permet à un émetteur d'augmenter la liquidité d'un emprunt obligataire tout en étalant son émission dans le temps. Les titres assimilés portent le même taux d'intérêt nominal que les titres existants et obéissent au même calendrier de paiement des intérêts et à la même date de remboursement. En revanche, si les taux d'intérêt ont monté (respectivement baissé) depuis l'émission d'origine, la nouvelle tranche est adjugée à un prix en baisse (respectivement en hausse).
Le Trésor public français a adopté cette technique de manière systématique en 1985 pour les OAT et les Bons du Trésor annualisés (BTAN) de 2 et 5 ans, lui permettant d'offrir aux investisseurs des emprunts aussi liquides que ceux du Trésor américain, malgré la différence de taille entre les deux économies. Il a depuis été imité par les principaux émetteurs d'emprunts d'État : Allemagne, Belgique, Grande-Bretagne, Italie, Pays-Bas, etc., et même à l'occasion par le Trésor américain lui-même.